# Ruslan Schaqsylyqow

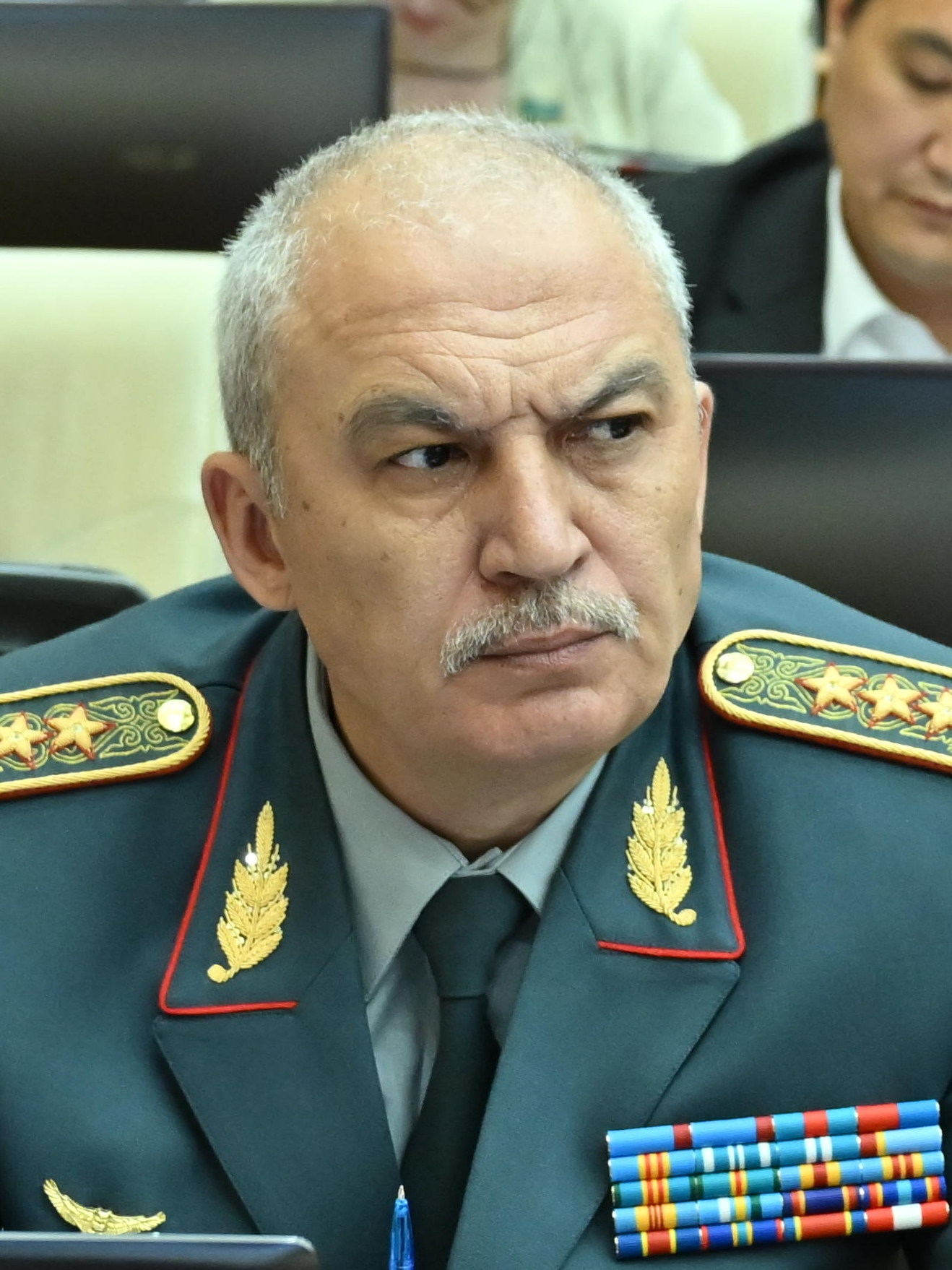
Ruslan Schaqsylyqow (2023)

Ruslan Fatichuly Schaqsylyqow (kasachisch Руслан Фатихұлы Жақсылықов Ruslan Fatihūly Jaqsylyqov, russisch Руслан Фатихович Жаксылыков Ruslan Fatichowitsch Schaksylykow; * 4. März 1966 in Kaskelen, Kasachische SSR) ist ein kasachischer Generaloberst und ehemaliger Verteidigungsminister Kasachstans.

## Leben
Schaqsylyqow wurde 1966 in Kaskelen geboren. Von August 1983 bis 1987 studierte er an einer Militärakademie in Alma-Ata, wo er sich auf die Führung eines motorisierten Schützenzuges und die Führung von Ketten- und Radfahrzeugen spezialisierte.
Ab Juli 1987 diente Schaqsylyqow beim 385. motorisierten Schützenregiment in Boraldai, das Bestandteil der 68. motorisierten Schützendivision des zentralasiatischen Militärbezirks der sowjetischen Armee war. Dort war er zuerst Kommandeur eines motorisierten Schützenzuges, ab September 1989 Kommandeur einer Aufklärungskompanie und ab Dezember 1992 Chef des Nachrichtendienstes des 385. motorisierten Schützenregiments.
Von August 1993 bis 1996 war er Student an der nachrichtendienstlichen Abteilung an der Frunse Militärakademie in Moskau. Nachdem er die Ausbildung dort abgeschlossen hatte, wurde er auf einem Stützpunkt zur Ausbildung von motorisierten Schützendivisionen in Gwardeiski stationiert. Im November 1996 wurde er zu den internen Truppen des kasachischen Innenministeriums versetzt, wo er Stabschef einer Einheit in Almaty wurde. In den folgenden Jahren hatte er verschiedene Positionen bei den internen Truppen inne. Seit Juni 1997 war er Kommandant einer anderen Einheit in Almaty und ab September 1998 Kommandant einer Einheit in Schymkent. Ab Februar 2004 war er Kommandant einer Einheit in Öskemen. Im selben Jahr erlangte er außerdem einen Abschluss an der Militärakademie des Generalstabes der Streitkräfte der Russischen Föderation. 
Von 2006 bis 2007 war Schaqsylyqow stellvertretender Kommandeur der internen Truppen des Innenministeriums und zwischen 2007 und 2008 erster stellvertretender Kommandeur der internen Truppen sowie Chef des Generalstabs. Am 4. September 2008 wurde er Kommandeur beziehungsweise Oberbefehlshaber der internen Truppen. Nachdem die internen Truppen aber im April 2014 aufgelöst und durch die Nationalgarde ersetzt wurden, wurde er am 24. April 2014 zu deren erstem Oberbefehlshaber ernannt. Vom 29. September 2021 bis Januar 2022 bekleidete er zusätzlich die Position des stellvertretenden Innenministers.
Nach den schweren Unruhen in Kasachstan im Januar 2022 mit Dutzenden Toten wurde der bisherige Verteidigungsminister Murat Bektanow am 19. Januar 2022 entlassen und Schaqsylyqow noch am selben Tag als dessen Nachfolger vorgestellt. Seit 2022 hat er den Rang eines Generaloberst.
Am 8. Juni 2025 wurde er von Präsident Toqajew als Verteidigungsminister entlassen, eine offizielle Begründung für den Schritt wurde zunächst nicht bekannt. Während seiner Amtszeit gab es jedoch mehrmals Kritik wegen tragischer Vorfälle in der Armee, unter anderem wegen tödlicher Verletzungen oder Selbstmorden von Soldaten, die im Land einen öffentlichen Aufschrei auslösten.